# Aenigmaticum prolatum
Aenigmaticum prolatum is een keversoort uit de familie molmkogeltjes (Corylophidae). De wetenschappelijke naam van de soort werd in 1985 gepubliceerd door Pakaluk.